# معمورة العزيز
مَعْمُورَةُ العَزِيزِ أو العَزِيزُ اختصارا (بالتركية: العزیز، Elâzığ، تنطق إِلَزِي؛ بالكردية: خارپێت) هي مدينة تقع في منطقة شرق الأناضول في تركيا وعاصمة ولاية معمورة العزيز، يبلغ تعداد سكانها حوالي 266,495 نسمة،[بحاجة لمصدر] الأغلبية من الكرد.
كلمة إلازِغ هي تحريف لاسم «العزيز،» حيث كانت تسمى المدينة في العهد العثماني باسم «معمورة العزيز.» تنتسب إليها العديد من الأسر التي تقطن حالياً في الشام ومصر ومنهم الفنان الكوميدي نهاد قلعي (أو ’حسني بورزان‘، رفيق ’غوار الطوشة‘).

## أعلام
- محمد أيطن
- راجي شاشماز
- ودعت دالوكاي
- نجاتي شاشماز
- نورهان كاراداغ